# Kansas City Brass
Il Kansas City Brass è un club calcistico statunitense fondato nel 1997 e che milita nella Premier Development League (PDL).
Il Brass gioca le gare interne al Greene Stadium di Liberty (Missouri), cittadina a nord di Kansas City.
Questa squadra non è mai riuscita a entrare nei play-off.

## Rosa 2008
| N. |                        | Ruolo | Calciatore      |
| -- | ---------------------- | ----- | --------------- |
| 1  | Stati Uniti (bandiera) | P     | Adam Sokolowski |
| 2  | Stati Uniti (bandiera) | D     | Kevin Shrout    |
| 3  | Stati Uniti (bandiera) | D     | Calvin Clark    |
| 4  | Stati Uniti (bandiera) | D     | Levi Coleman    |
| 5  | Stati Uniti (bandiera) | D     | Joshua White    |
| 6  | Stati Uniti (bandiera) | C     | Michael Thomas  |
| 7  | Stati Uniti (bandiera) | C     | Luke Gorczyca   |
| 8  | Stati Uniti (bandiera) | C     | Jordan Raybould |
| 9  | Stati Uniti (bandiera) | A     | Bryan Perez     |
| 10 | Stati Uniti (bandiera) | A     | Jeremy Warman   |
| 11 | Stati Uniti (bandiera) | C     | Brian Wurst     |
| 13 | Stati Uniti (bandiera) | C     | Michael Clayton |
| 14 | Kenya (bandiera)       | A     | Haggai Leboo    |

| N. |                        | Ruolo | Calciatore       |
| -- | ---------------------- | ----- | ---------------- |
| 15 | Stati Uniti (bandiera) | C     | Austin Williams  |
| 16 | Stati Uniti (bandiera) | D     | Garret Guthrie   |
| 17 | Stati Uniti (bandiera) | C     | Manny Tovar      |
| 18 | Stati Uniti (bandiera) | C     | Miguel Rodrigues |
| 19 | Stati Uniti (bandiera) | A     | Matt Happy       |
| 21 | Stati Uniti (bandiera) | C     | Matthew McDevitt |
| 22 | Stati Uniti (bandiera) | P     | Andy Fitzpatrick |
| 23 | Stati Uniti (bandiera) | C     | Peter O'Neill    |
| 24 | Stati Uniti (bandiera) | D     | Ryan Hennessy    |
| 25 | Stati Uniti (bandiera) | A     | Garrett Webb     |
| 26 | Stati Uniti (bandiera) | D     | Jimmy Simon      |
| 27 | Stati Uniti (bandiera) | C     | Keith Parkhurst  |
|    | Stati Uniti (bandiera) | D     | Marcus Mallams   |

## Risultati anno per anno
| Anno | Divisione | League     | Regular Season    | Playoff             | Open Cup        |
| ---- | --------- | ---------- | ----------------- | ------------------- | --------------- |
| 1998 | 4         | USISL PDSL | 4° Central        | Finale di Divisione | 1º turno        |
| 1999 | 4         | USL PDL    | 5° Heartland      | Non qualificato     | Non qualificato |
| 2000 | 4         | USL PDL    | 4° Rocky Mountain | Non qualificato     | Non qualificato |
| 2001 | 4         | USL PDL    | 5° Rocky Mountain | Non qualificato     | Non qualificato |
| 2002 | 4         | USL PDL    | 5° Heartland      | Non qualificato     | Non qualificato |
| 2003 | 4         | USL PDL    | 5° Heartland      | Non qualificato     | Non qualificato |
| 2004 | 4         | USL PDL    | 6° Heartland      | Non qualificato     | Non qualificato |
| 2005 | 4         | USL PDL    | 3° Heartland      | Non qualificato     | Non qualificato |
| 2006 | 4         | USL PDL    | 3° Heartland      | Non qualificato     | Non qualificato |
| 2007 | 4         | USL PDL    | 3° Heartland      | Non qualificato     | 1º turno        |